# Beckumer Berge
Die Beckumer Berge, benannt nach der Stadt Beckum, in den nordrhein-westfälischen Kreisen Warendorf und Soest sind eine bis 174,4 m ü. NHN hohe Hügellandschaft im Münsterland.
Neben den Baumbergen nebst Ausläufern und den Halterner Bergen gehören die im Südosten des Kernmünsterlandes gelegenen Beckumer Berge zu den wenigen ihre Umgebung nennenswert überragenden Erhebungen im ansonsten flachwelligen Münsterland (im Mittel 55 m hoch). Die Werse verlässt auf rund 100 m den Höhenzug nach Westen; im Südwesten passiert die Lippe bei Uentrop auf gut 60 m, jedoch in einiger Entfernung zum Höhenschwerpunkt.

## Geographie

### Lage
Die Beckumer Berge liegen im südöstlichen Teil des Münsterlandes hauptsächlich auf dem Gebiet der Gemeinden Beckum (Westen), Wadersloh (Südosten), Oelde (Nordosten) und Ennigerloh (Nordwesten) – alle im Kreis Warendorf. Der äußerste Südwesten liegt in der Gemeinde Lippetal (Kreis Soest).
Der Höhenzug erstreckt sich in Form eines nach Westen offenen Hufeisens um die westlich des Zentrums gelegene Stadt Beckum herum, wobei der Norden geringere Höhenlagen erreicht als Osten und Süden. Insgesamt rahmt er das Kernmünsterland, südöstlich dessen Zentrums er liegt, sanft ein und begrenzt es zur Nachbarschaft hin schroff.

### Naturräumliche Zuordnung und Gliederung
Die Beckumer Berge gliedern sich wie folgt (in den feineren Untereinheiten mit zwei Nachkommastellen sind zur besseren Ortung einzelne Ortschaften verlinkt):
- (zu 54 Westfälische Bucht)
  - (zu 541 Kernmünsterland)
    - 541.3 Beckumer Berge
      - 541.30 Dolberger Höhen – Süden
      - 541.31 Stromberger Platte – Osten
      - 541.32 Oelder Riedelland – Nordosten
      - 541.33 Beckumer Mulde – Westen
      - 541.34 Ennigerloher Platte – Nordwesten

### Erhebungen
Zu den Erhebungen der Beckumer Berge gehören – sortiert nach Höhe in Meter (m) über Normalhöhennull (NHN):
- Mackenberg (174,4 m), westlich von Sünninghausen, mit Sendeanlage des WDR – Stromberger Platte bzw. Ostrand der Beckumer Mulde
- Höxberg (162,6 m), südlich von Beckum, mit westlich der Bergkuppe stehendem Aussichtsturm Soestwarte und Fernmeldeturm Beckum – Dolberger Höhen bzw. Südrand der Beckumer Mulde
- Flimmerberg (161 m), östlich von Beckum, mit militärischem Sender – Stromberger Platte
- Stromberg (154,6 m), mit Kreuzkirche, am südlichen Ortsrand von Stromberg – Stromberger Platte
- Klutenberg (153 m), östlich von Beckum – Stromberger Platte
- Namenlose Kuppe (147,9 m), in Keitlinghausen (südlich Oeldes) – Stromberger Platte
- Stauferberg (146 m), südlich von Beckum – Dolberger Höhen
- Namenlose Kuppe (146,0 m), nordwestlich von Stromberg – Stromberger Platte
- Namenlose Kuppe (143,9 m), nordöstlich von Sünninghausen – Stromberger Platte
- Namenlose Kuppe (142 m), nordöstlich von Keitlinghausen – Stromberger Platte
- Diestedder Berg (139,8 m), nordwestlich von Diestedde – Stromberger Platte
- Önkhausberg (136,4 m), südöstlich von Dünninghausen – Süden der Stromberger Platte
- Namenlose Kuppe (135 m), östlich von Stromberg, mit UKW-Sendeanlage – Stromberger Platte
- Hoher Hagen (130 m), östlich von Oelde bzw. westlich von Neubeckum – Ennigerloher Platte
- Fackenberg (129,0 m), zwischen Beckum und Lippborg – Dolberger Höhen
- Ossenkamper Berg (128,8 m), nördlich von Stromberg, mit Waldgebiet Limbacher Forst – Stromberger Platte
- Hermannsberg (128,2 m), südlich von Beckum, mit den KD Germanenlager und Germanengräber – Dolberger Höhen
- Brunsberg (125,7 m), südwestlich von Beckum, mit gleichnamigem Naturschutzgebiet – Dolberger Höhen
- Dalmer Berg (122,3 m), südlich von Beckum – Dolberger Höhen

### Fließgewässer
Die Beckumer Berge sind Teil der Rhein-Ems-Wasserscheide. In ihnen entspringen u. a. Kollenbach, Lippbach und Siechenbach, die sich in der Werse vereinen und die Berge in Richtung Westen verlassen, um sich später nach Norden zu wenden und in die Ems zu fließen. Auch die aus den Beckumer Bergen nach Norden (Axtbach), Nord-Westen (Angel, Hellbach) und Osten (z. B. Fortbach, Linzelbach, Bergeler Bach, Hamelbach) fließenden Bäche streben der Ems zu, während die nach Süden verlaufenden (Liese, Biesterbach, Bröggelbach, Göttfricker Bach) in die Lippe münden und somit zum Flusssystem des Rheins zählen.

### Waldgebiete
Einige große Waldgebiete der Beckumer Berge sind der Vellerner Brook, der Hohe Hagen bei Neubeckum, der Bergeler Wald zwischen Oelde und Stromberg und die Waldgebiete am Mackenberg und Diestedder Berg.

## Geologie und Bodenschätze
Die Beckumer Berge stellen eine ausgeprägte Schichtstufenlandschaft aus kreidezeitlichen Meeresablagerungen dar. Vom Zentrum einer nach Westen offenen Senke bei Beckum ausgehend, steigt die Landschaft vor allem nach Süden und Osten, jedoch auch nach Norden, zunächst allmählich an, bis die höchsten Höhen der Gebirgsgruppe erreicht werden. Am Süd- und Westrand der Beckumer Mulde wird die Höxbergstufe mit dem Höxberg (162,6 m) im Süden und dem Mackenberg (174,4 m) im Osten erreicht, jenseits derer die Landschaft schroff abfällt. Nach außen schließt sich die etwas niedrigere, jedoch noch steiler zum Rand hin abfallende Strombergstufe, benannt nach Stromberg nordöstlich Beckums, an. Im Nordosten der Beckumer Berge folgt die Drombergstufe, benannt nach dem Dromberg (< 100 m, östlich von Ennigerloh-Ostenfelde), die nach außen um nur noch etwa 20 m ihr Umland überragt.
An den nach außen steileren Stufenhängen finden sich oft beweidete Magerrasen, ansonsten wechselt die natürliche (Klimax-)Vegetation zwischen Rotbuchenwald und Eichen-Hainbuchenwald. Angebaut werden, von Hängen und Niederungen abgesehen, in erster Linie Weizen und Hafer.
An Bodenschätzen findet sich vor allem Kalkstein, der zwischen Beckum und Ennigerloh in großem Maße abgebaut wird und in der dort ansässigen Zementindustrie Verwendung findet. Früher wurde hier neben Kalkstein auch Strontianit abgebaut, der als Weißungsmittel für die Zuckerindustrie verwendet wurde.

## Geschichte
Südlich von Beckum befindet sich etwas südöstlich des Hermannsbergs das große Kulturdenkmal (KD) Germanenlager, nördlich des Bergs das kleine KD Germanengräber.
In den 1930er Jahren wurden die Hänge des Hermannsberges und des Klutenberges als Startplätze für selbstgebaute Gleitsegler verwendet.
Auf dem Mackenberg wurde im 2. Weltkrieg der Luftwaffensender Primadonna betrieben.

## Galerie

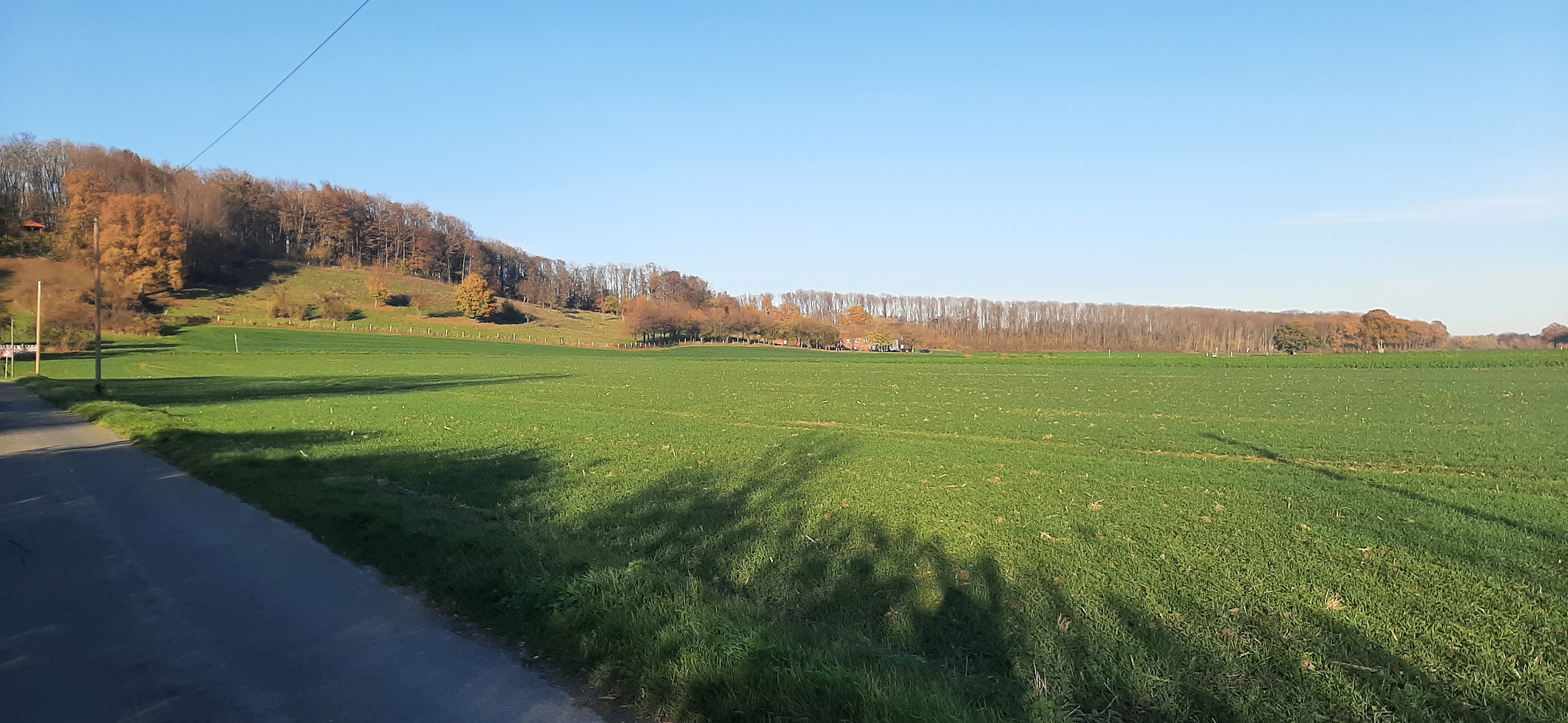
Blick auf Höxberg Stufe von Süden
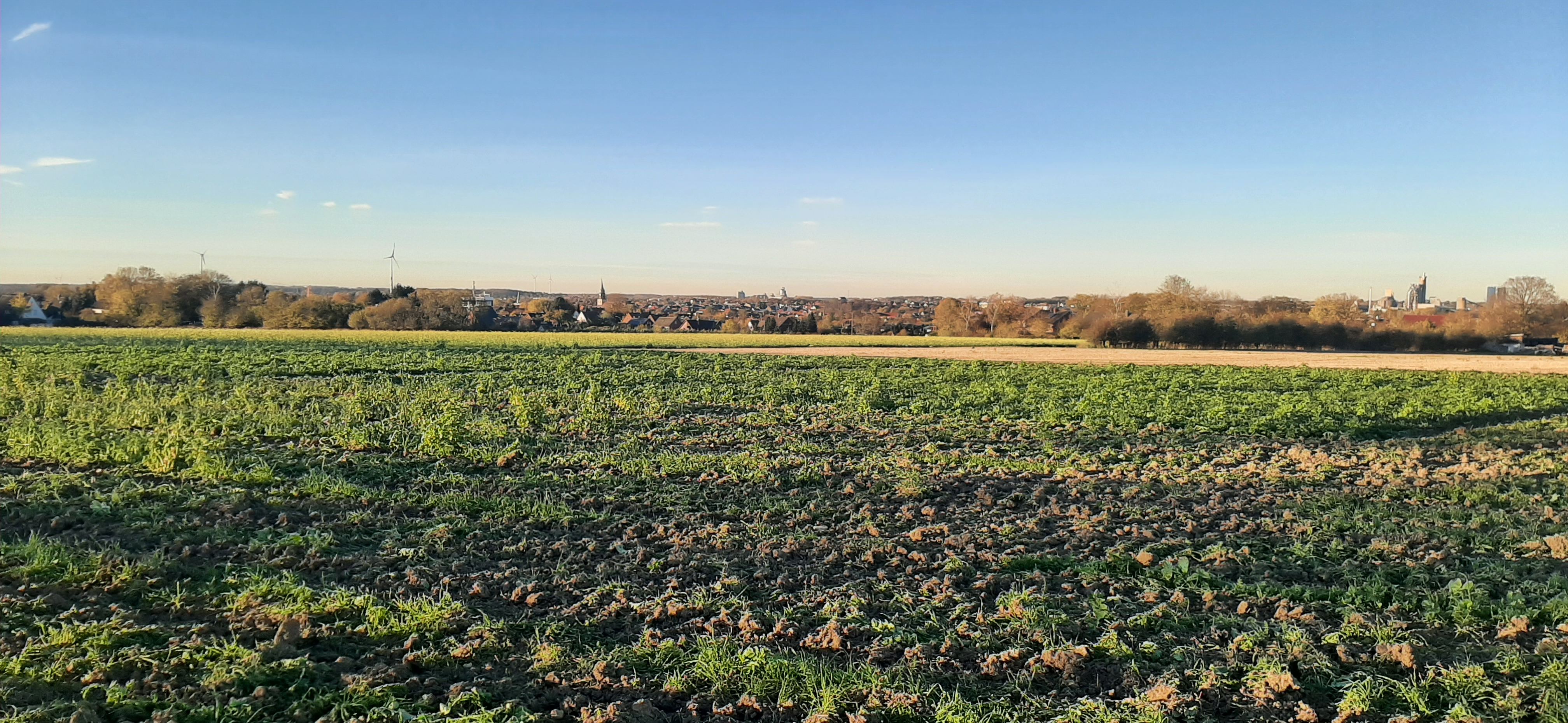
Stadt Beckum in der Beckumer Mulde, Blick von Südosten
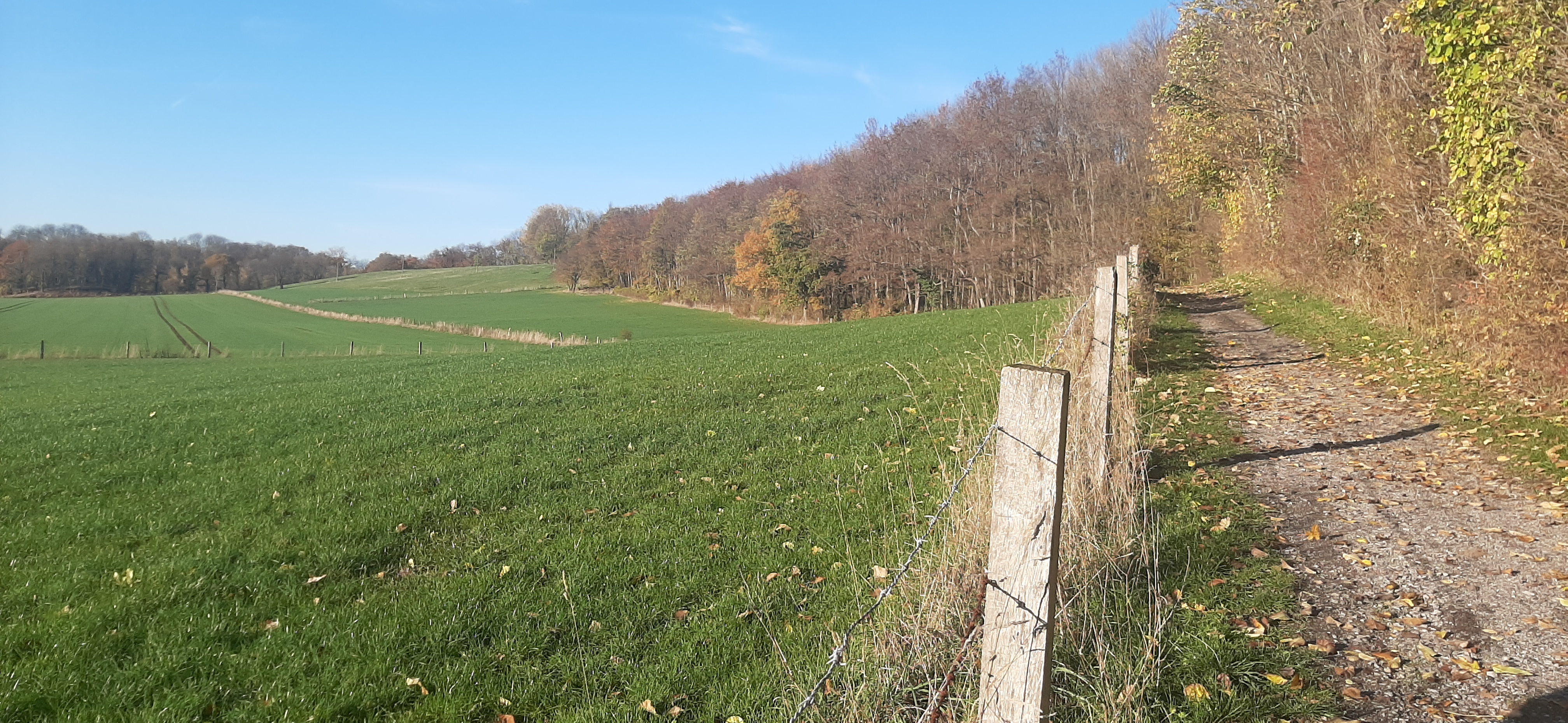
Wanderweg in den Beckumer Bergen
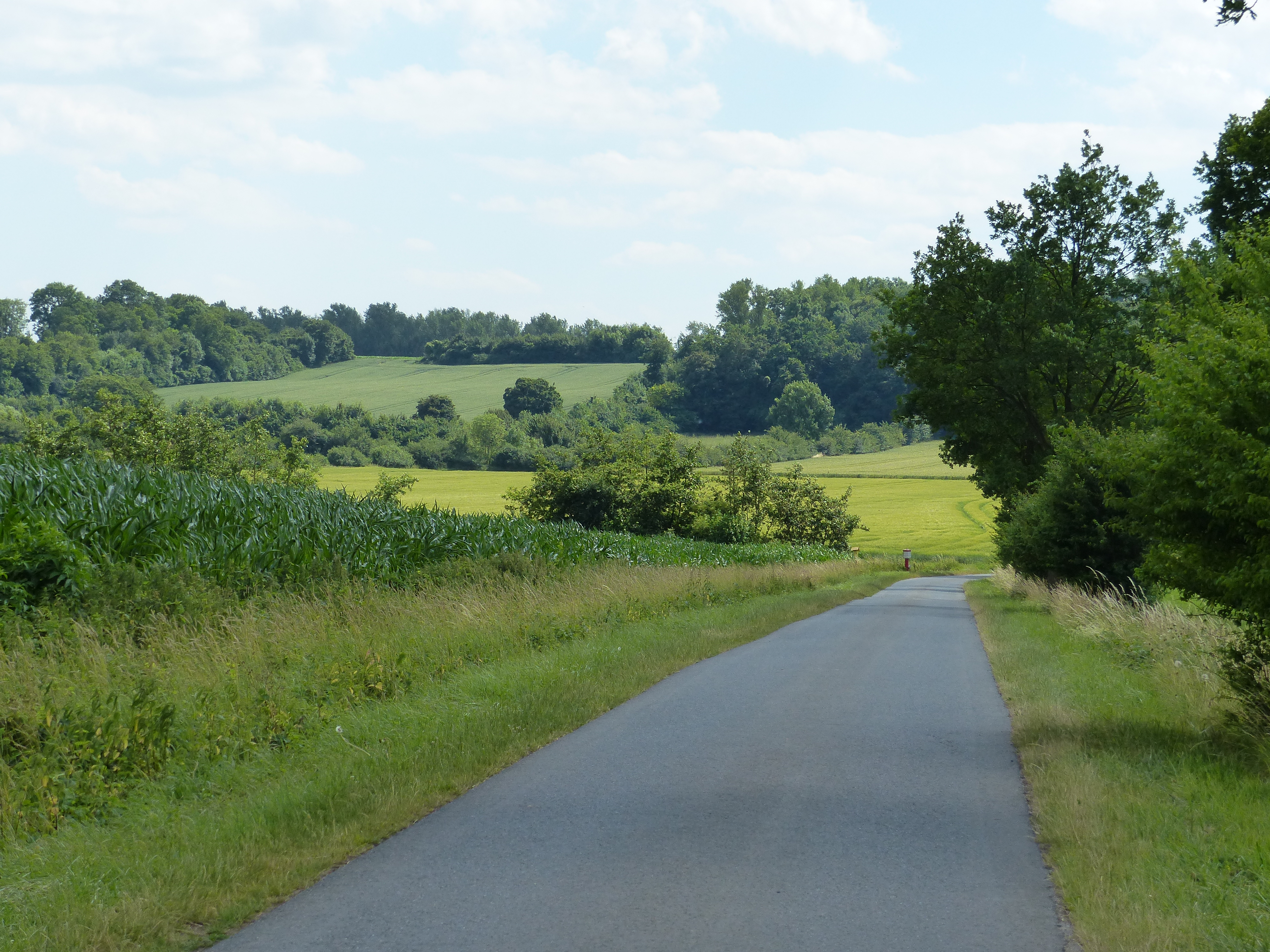
An der Bergstraße von Ennigerloh
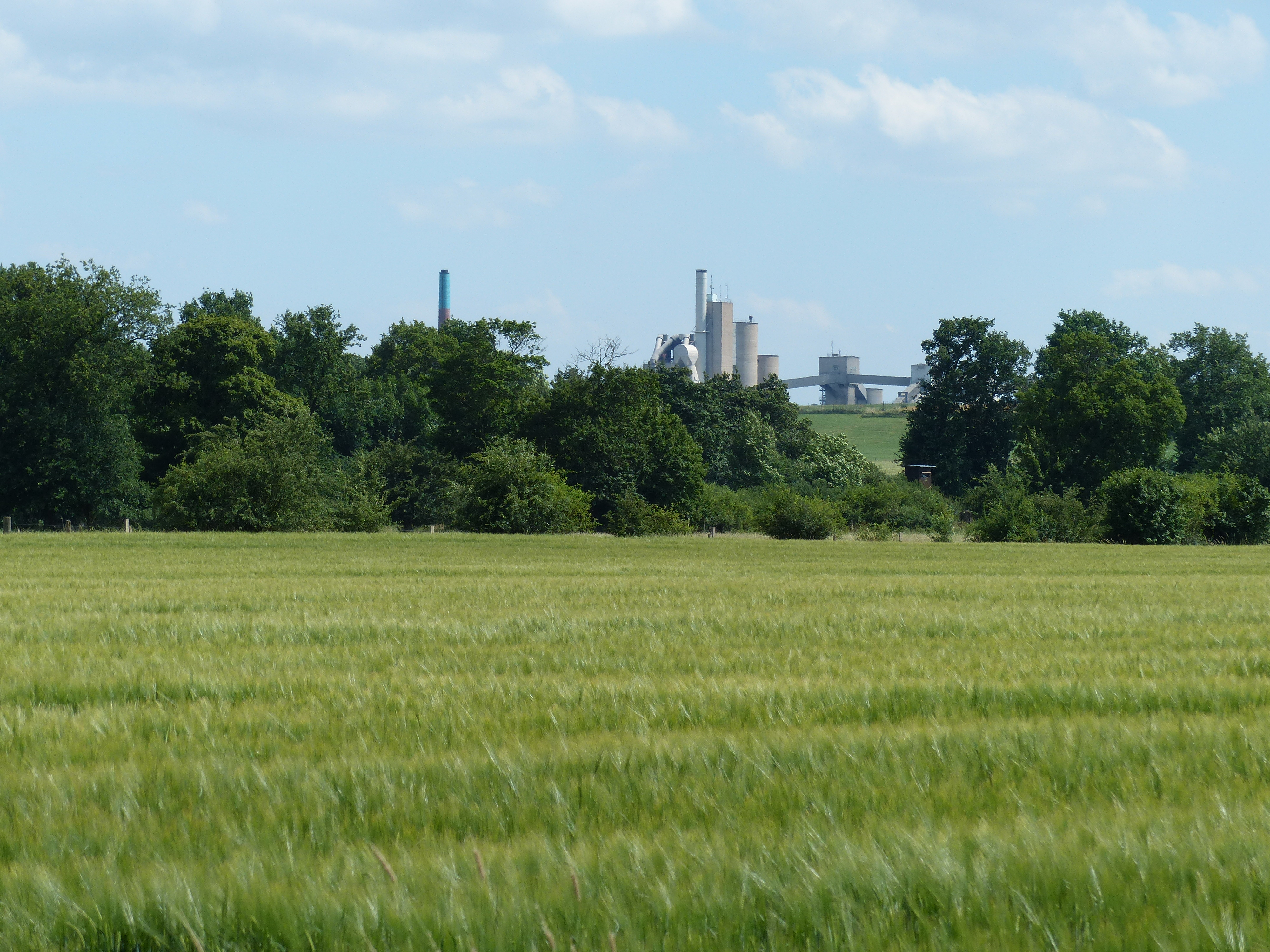
Zementwerk Ennigerloh
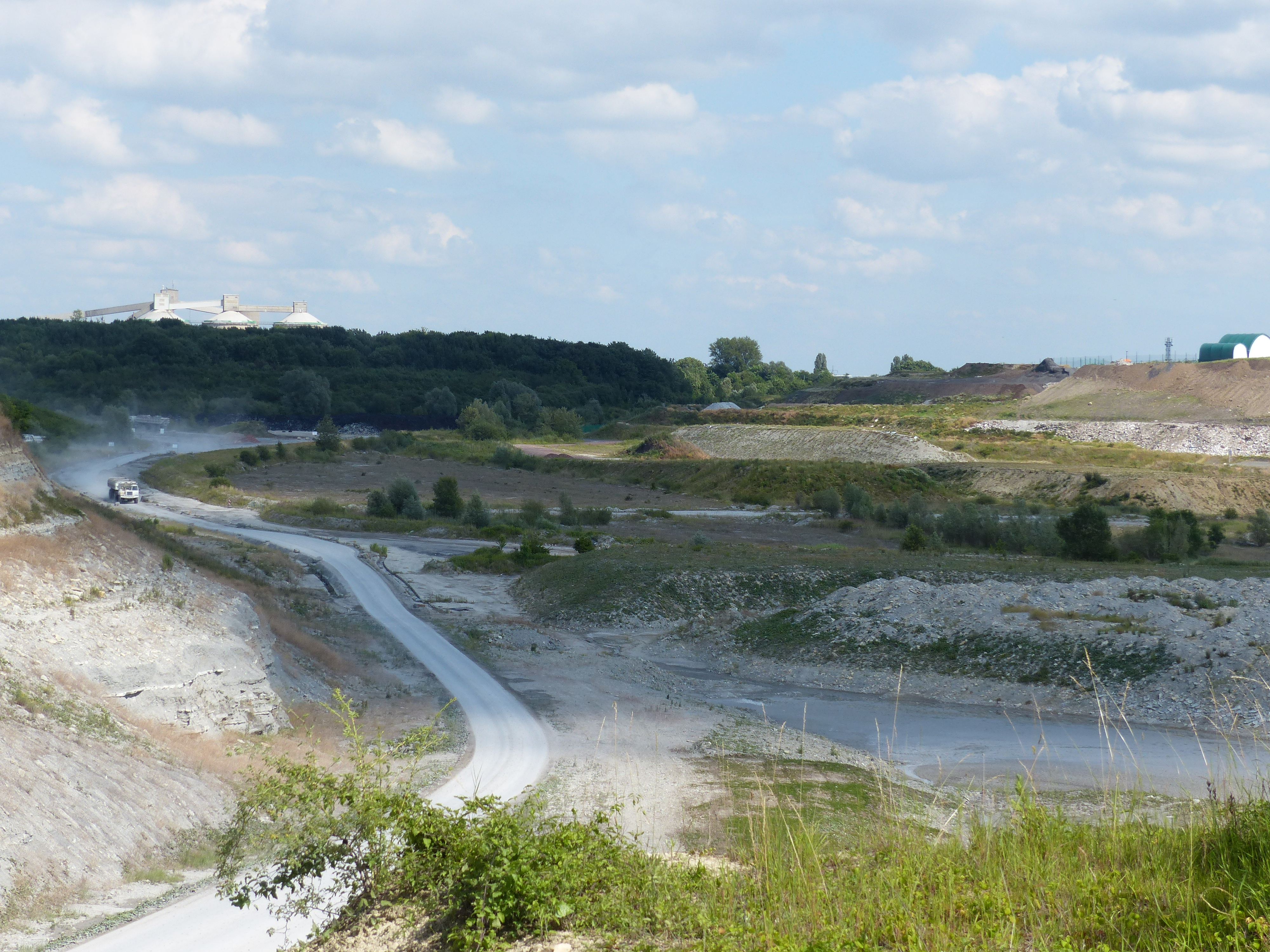
Kalkgrube des Zementwerks Ennigerloh